# Friedhelm Sack
Friedhelm Sack (* 30. Mai 1956 in Windhoek, Südwestafrika) ist ein ehemaliger namibischer Sportschütze mit der Pistole. Er ist Deutschnamibier.

## Erfolge
Sack war von Anfang der 1990er bis Mitte der 2000er Jahre einer der besten Pistolen-Sportschützen Afrikas.
Er war Teilnehmer bei den Olympischen Sommerspielen 1996, 2000 und 2004. 1996 erreichte er mit der Luftpistole über 10 Meter mit Rang 8 sein bestes Ergebnis. Bei den Commonwealth Games 2002 in Manchester gewann er die Bronzemedaille mit der Mannschaft, nahm aber auch bereits 1994 und 1998 an diesen teil. Vier Jahre später in Melbourne gewann Sack Bronze mit der Luftpistole. Sack war im Jahr 2003 Afrikameister mit der Luftpistole sowie Pistole über 50 Meter und gewann im gleichen Jahr über die 25 Meter Silber. Zehn Jahre zuvor gewann Sack bereits Gold mit der Luftpistole, 1997 Silber über die 25 Meter. Bei den Afrikaspielen 1991 in Kairo gab es ebenso Silber für Sack.